# Točník
Točník (deutsch Totschnik, älter auch Tolznik, Tetznick) ist eine tschechische Gemeinde mit etwa 250 Einwohnern im Landschaftsschutzgebiet Křivoklátsko und denkmalgeschützten Gebiet der Burgen Bettlern und Totschnik. Die Gemeinde ist durch Felsen aufgeteilt in Předskalí (Vorfels) in Richtung der Stadt Žebrák und Záskalí (Hinterfels) in Richtung Křivoklát.

## Geschichte
Die Geschichte des Ortes ist eng mit denen der Burgen verbunden. Die Besiedlung erfolgte ab der zweiten Hälfte des 13. Jahrhunderts. Nach dem Brand auf der Burg Bettlern wurde der Ort in die neu erstellte Burg unter der Herrschaft des Wenzel IV. integriert.
Ab dem 15. Jahrhundert wurden in der Umgebung künstliche Teiche angelegt, später siedelten sich Handwerksbetriebe, eine Mühle, eine Brauerei und zwei Ziegelwerke an. Nach dem Dreißigjährigen Krieg entwickelt sich im Ort die Land- und Teichwirtschaft, Holz- und Erzabbau.

## Sehenswürdigkeiten
- Burg Žebrák
- Burg Točník
- Privatbrauerei unter der Burg Žebrák
- Kapelle des Johann von Nepomuk